# Kanton Montredon-Labessonnié
Kanton Montredon-Labessonnié is een voormalig kanton van het Franse departement Tarn. Kanton Montredon-Labessonnié maakte deel uit van het arrondissement Castres en telde 2656 inwoners in 1999. Het werd opgeheven bij decreet van februari met uitwerking op maart 2015.

## Gemeenten
Het kanton Montredon-Labessonnié omvatte de volgende gemeenten:
- Arifat
- Montredon-Labessonnié (hoofdplaats)
- Mont-Roc
- Rayssac